# Нахилений ротатор
Нахилений ротатор (від лат. rotator, дос. «той, що обертається») — модель зорі, у якої вісь обертання і магнітна вісь не збігаються.
Наприклад, кут між цими осями у магнітних зір, які вважають нахиленими ротаторами, може досягати 90°.
Модель нахиленого ротатора вперше запропонував у 1968 році Томас Ґолд для пояснення механізму випромінювання пульсарів. Така модель працює лише для надщільних об'єктів з високими швидкостями обертання і потужними магнітними полями — у вже згаданих магнітних зір напруженість магнітного поля досягає 2,8•106 А•м−1 (35000 E).